# Kang Soo-yeon
Pour les articles homonymes, voir Kang.
Kang Soo-yeon (en coréen : 강수연), née le 18 août 1966 à Séoul et morte le 7 mai 2022 dans la même ville, est une actrice sud-coréenne.

## Biographie
Kang Soo-yeon reçoit la Coupe Volpi de la meilleure interprétation féminine lors de la Mostra de Venise 1987 pour La Mère porteuse.
En juin 2015, elle est nommée codirectrice du Festival international du film de Busan.
Victime d'un arrêt cardiaque à son domicile de Séoul à la suite d'une hémorragie cérébrale, elle meurt le 7 mai 2022 à l'âge de 55 ans au Gangnam Severance Hospital (ko),.

## Filmographie partielle
- 1987 : La Mère porteuse (씨받이, Sibaji) d'Im Kwon-taek
- 1989 : Viens, viens, viens plus haut d'Im Kwon-taek
- 1990 : All That Falls Has Wings (추락하는 것은 날개가 있다, Churakhaneun geos eun nalgaega itda) de Jang Gil-su
- 1991 : The Road to the Racetrack de Jang Sun-woo
- 1996 : L'Amour fou de Lee Myeong-se
- 1998 : Girls' Night Out de Im Sang-soo
- 2007 : La Petite Fille de la terre noire de Jeon Soo-il
- 2023 : Jung_E de Yeon Sang-ho (film posthume)[5]

## Distinctions
- 1987 : prix de la meilleure actrice pour La Mère porteuse à la Mostra de Venise[2]
- 1987 : prix de la meilleure actrice pour La Mère porteuse au Festival des trois continents[6]
- 1989 : St. George de bronze de la meilleure actrice pour Viens, viens, viens plus haut au Festival international du film de Moscou[7]
- 1989 : Korean Association of Film Critics Award de la meilleure actrice pour La Mère porteuse
- 1990 : Korean Association of Film Critics Award de la meilleure actrice pour All That Falls Has Wings
- 2022 : prix spécial pour sa carrière à titre posthume, 9e édition des Korean Film Producers Association Awards